# Miguel Ángel González
Miguel Ángel González Suárez (Ourense, 24 de dezembro de 1947 – Madrid, 6 de fevereiro de 2024) foi um futebolista espanhol, atuava como goleiro,passou 18 anos no Real Madrid C.F.Clube na qual se tornou ídolo.

## Carreira
Miguel Ángel González fez parte do elenco da Seleção Espanhola de Futebol da Copa do Mundo de 1978 e de 1982, sempre como reserva.